# 日本スポールブール選手権大会
日本スポールブール選手権大会（にほんすぽーるぶーるせんしゅけんたいかい）は、原則として毎年開催される、スポールブールの日本一を競う大会である。

## 概要
1995年10月に、フランススポールブール連盟（FFSB）より会長、コーチなどを招聘し、埼玉県三郷市において日本で初めてとなるスポールブールの講習会が行われた。その後日本選手がフランス国内指導者研修会に参加したり、1997年にはクロアチア・リエカで行われた世界選手権に出場するなどの実績を経て、1998年7月に第1回日本スポールブール選手権大会が開催された。その後、参加者数の不足などで開催されなかった年もあるものの、原則として毎年行われている。

## 種目
- 年によっても異なるが、ティール種目であるプログレッシブ、プレシジョン、ラピッド、そしてトラディショネル種目であるシングルス、ダブルス、コンビネが行われる。
- ティール種目とトラディショネル種目で開催日が分けられることもある。